# هانهوفن
هانهوفن (بالألمانية: Hanhofen) هي بلدية تقع في قضاء راين بفالز ضمن ولاية راينلاند بالاتينات في غرب ألمانيا، وتُدار ضمن اتحاد بلديات شفِتشتات.

## الجغرافيا
تقع هانهوفن في منطقة ريفية قريبة من مدينة شفِتشتات وسباير، وتُعد جزءًا من المنطقة الجغرافية المعروفة باسم "راين بفالز"، على ارتفاع 105 أمتار فوق سطح البحر. تبلغ مساحتها الإجمالية حوالي 6.14 كيلومتر مربع.

## السكان
حسب إحصاءات عام 2021، بلغ عدد سكان هانهوفن حوالي 2,485 نسمة. وتتميز البلدة بطابعها السكني والزراعي الهادئ، مع بنية تحتية محلية جيدة.

## الإدارة
عمدة البلدة الحالي هو مايكل كرامر (Michael Krämer)، ويتولى المنصب لفترة تمتد من عام 2019 حتى عام 2024.